# Sylvain Creuzevault
Sylvain Creuzevault, né en 1982, est un acteur, auteur et metteur en scène français.

## Biographie

### Formation
Sylvain Creuzevault effectue sa formation à l'École internationale Jacques-Lecoq, au Studio-théâtre d'Asnières et au conservatoire du 10e arrondissement de Paris (Conservatoire Hector-Berlioz).

### Carrière
En 2002, étudiant, il cofonde avec Arthur Igual, Damien Mongin et Louis Garrel la compagnie D’ores et déjà.
En 2005, il met en scène Visage de feu de Marius von Mayenburg.
En 2006, il est invité par Georges Lavaudant et Alain Desnot à l'Odéon-Théâtre de l'Europe, pour deux mises en scène, Foetus et Baal de Bertolt Brecht, créations collectives de D'ores et déjà.
En 2008 il met en scène Le Père Tralalère au Théâtre-studio à Alfortville, puis Product de Mark Ravenhill à La Java  et au Théâtre-studio. 
En 2009, il met en scène Der Auftrag de Heiner Müller au Schauspielhaus de Hambourg. La même année, il est invité, par Stéphane Braunschweig et Didier Julliard, au Théâtre national de la Colline. Il met en scène, entre 2009 et 2016, quatre spectacles : Le Père Tralalère, Notre terreur, Le Capital et son Singe, Angelus Novus AntiFaust.
En 2012, la « compagnie D'ores et déjà » est dissoute. Sylvain Creuzevault fonde une nouvelle compagnie, Le Singe, à l'occasion du travail sur Le Capital de Karl Marx, qui aboutira au spectacle Le Capital et son Singe, en 2014.
En 2016, il devient artiste associé à l'Odéon-Théâtre de l'Europe, invité par Stéphane Braunschweig. Depuis, il y a mis en scène quatre spectacles : Les Démons, Scènes d'Adolescent, Le Grand Inquisiteur, Les Frères Karamazov, d'après les romans de Fiodor Dostoïevski.
En 2016, il s'installe à Eymoutiers en Haute-Vienne, avec quelques membres du Singe. Ils transforment un ancien abattoir en lieu de répétitions et de créations. Ils organisent chaque été un festival, théâtre rate, mobilisant habitants et comédiens,.
En décembre 2018, il présente une série de spectacles, intitulée Les Tourmentes, à la MC93 à Bobigny, en collaboration avec le festival d'automne à Paris.
En 2023, il présente deux spectacles, intitulés L'Esthétique de la résistance et Edelweiss [France Fascisme], au Théâtre national de Strasbourg, à l'Odéon-Théâtre de l'Europe, à la MC93  et au Festival d'Automne 2023.

### Prises de position
En mai 2018, il est signataire d’une pétition avec des personnalités issues du monde de la culture pour boycotter la saison culturelle croisée France-Israël, qui selon les termes de la pétition sert de « vitrine » à l'État d'Israël au détriment du peuple palestinien.
En avril 2021, il est signataire d'une tribune collective, avec des personnalités issues du monde de la culture, qui appelle Emmanuel Macron à s’opposer aux rapatriements « d’anciens membres de groupuscules d’extrême gauche condamnés pour terrorisme en Italie et réfugiés en France depuis quarante ans. »

## Filmographie

### Cinéma

#### Courts métrages
- 1998 : Le Bruit des eaux de Damien Mongin
- 2002 : Ligne 6 de Grégoire Saint-Jorre
- 2007 : Les Bienheureux de Damien Mongin
- 2008 : L’Endroit idéal de Brigitte Sy
- 2008 : Mes copains de Louis Garrel
- 2010 : Petit Tailleur de Louis Garrel

#### Longs métrages
- 2005 : Les Amants réguliers de Philippe Garrel
- 2007 : La Clef de Guillaume Nicloux
- 2010 : La Robe du soir de Myriam Aziza
- 2024 : Sarah Bernhardt, La Divine de Guillaume Nicloux

### Télévision
- 2018 : Il était une seconde fois de Guillaume Nicloux : Alexis

## Théâtre

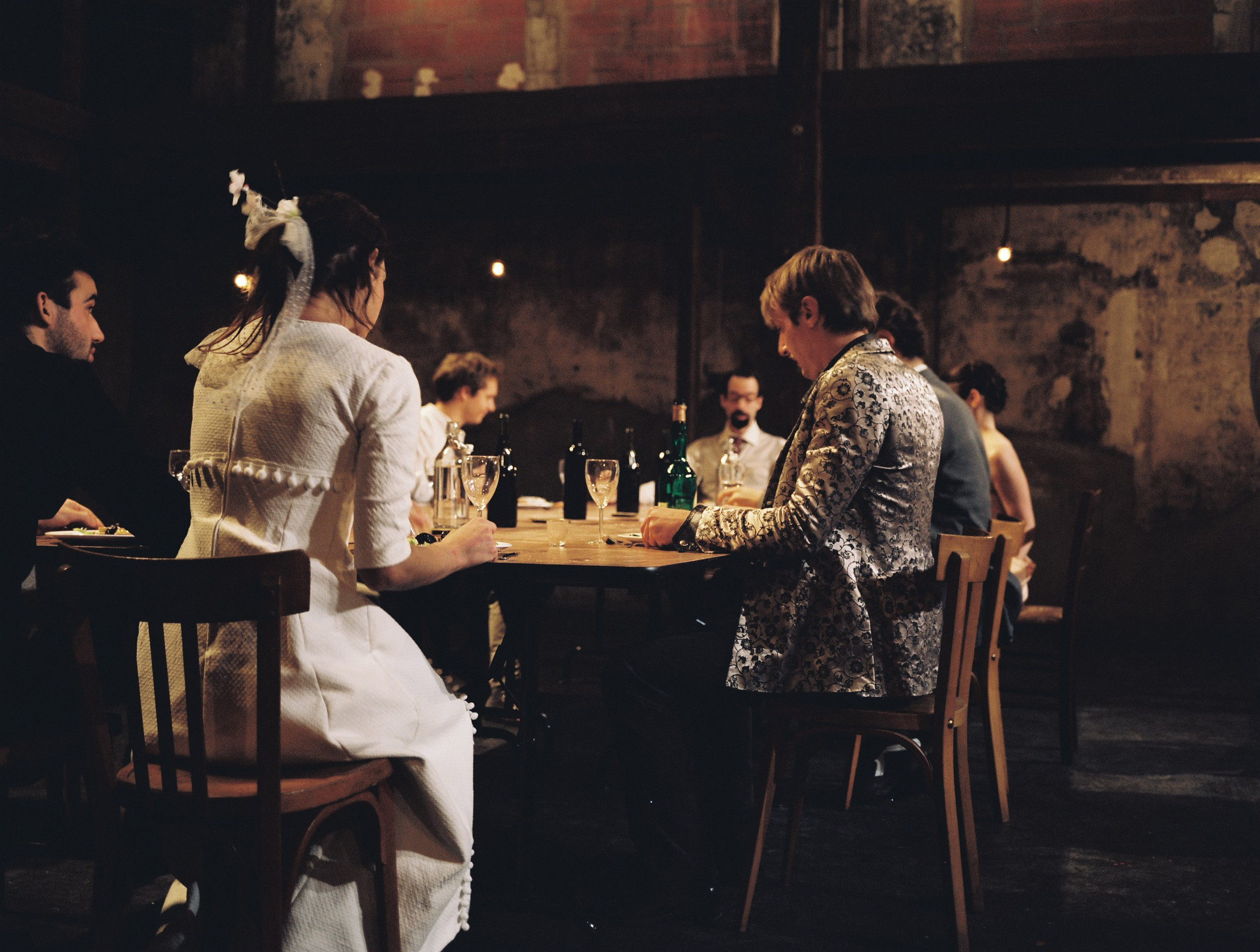
Le Père Tralalère, création collective de D'ores et déjà (2008).

Notre terreur, création collective de D'ores et déjà.

Frédéric Noaille et Valérie Dréville dans Les Démons.

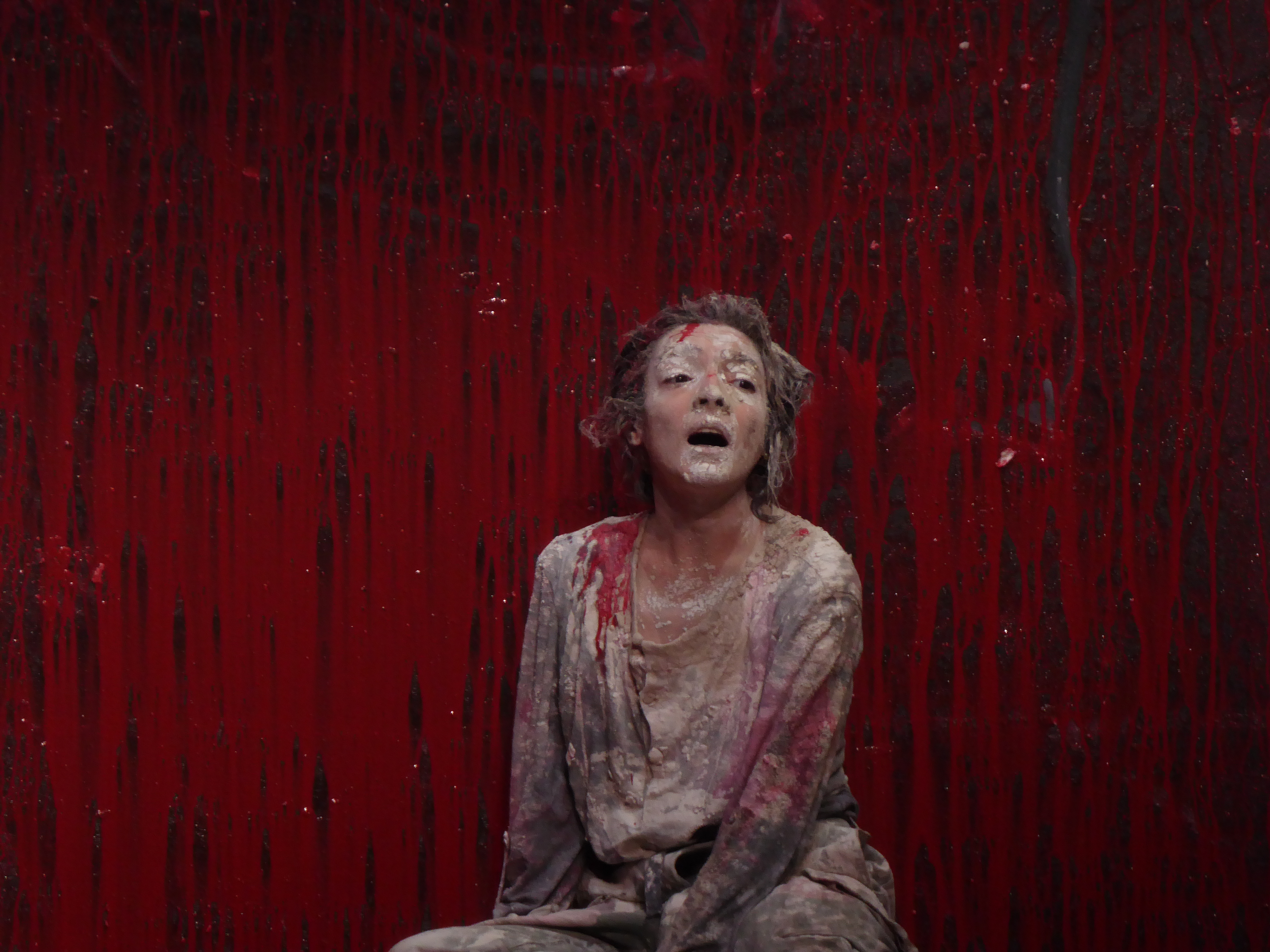
Alyzée Soudet dans Au Désert.

### Comédien
- Marat-Sade de Peter Weiss, mise en scène Emmanuel Demarcy-Mota, 2000
- Cyrano de Bergerac d’Edmond Rostand, mise en scène Bernard Salva, 2000
- La Cerisaie d’Anton Tchekhov, mise en scène Yveline Hamon, 2000
- Le Soulier de satin de Paul Claudel, mise en scène Jean-Louis Martin-Barbaz, 2000
- Le Soldat Tanaka de Georg Kaiser, mise en scène Guillaume Lévêque, Théâtre national de la Colline, 2003
- Sganarelle ou le Cocu imaginaire de Molière, mise en scène Lionel Gonzàlez, 2003
- Le Songe d'une nuit d'été de Shakespeare, mise en scène Jean-Louis Martin-Barbaz, 2003
- Alex Legrand de Nathalie Fillion, mis en scène de l'auteur, Théâtre du Lucernaire, 2004
- À la cour du Lion d’après La Fontaine et Saint-Simon, mise en scène Yveline Hamon, 2004
- Le Médecin malgré lui de Molière, mise en scène Lionel Gonzàlez, 2004
- La Corde de Damien Mongin, mise en scène de l’auteur, Théâtre municipal de Charenton, 2006
- Le Père Tralalère, création collective D'ores et déjà, Théâtre-Studio Alfortville, 2008
- Au bout de la plage, d'après Le Banquet de Platon, mise en scène Patrick Simon, 2009
- Le Grand Inquisiteur, d'après Dostoïevski, Le Singe, Théâtre national de Strasbourg, 2020[12]
- Les Frères Karamazov, d’après Dostoïevski, Le Singe, 2021[13]

### Metteur en scène
- Les Mains bleues de Larry Tremblay, Studio-théâtre d'Asnières, 2003
- Visage de feu de Marius von Mayenburg, Théâtre des 2 Rives Charenton, 2005
- Fœtus, création collective de D'ores et déjà, dans le cadre du festival Berthier'06, Odéon-Théâtre de l'Europe, 2006
- Baal de Bertolt Brecht, création collective de D'ores et déjà, Odéon-Théâtre de l'Europe[14], Festival d'automne à Paris, 2006
- Product de Mark Ravenhill, Théâtre-studio Alfortville, 2008
- Le Père Tralalère, création collective de D'ores et déjà, Théâtre-studio Alfortville, 2008
- Der Auftrag, de Heiner Müller, Schauspielhaus de Hamburg, 2009
- Notre terreur[15], création collective D'ores et déjà, Théâtre national de la Colline 2009
- Le Père Tralalère, création collective D'ores et déjà, Théâtre national de la Colline, 2009
- Le Capital et son Singe, Le Singe, Nouveau Théâtre d'Angers, Théâtre national de la Colline, Festival d'automne à Paris, 2014
- Angelus Novus AntiFaust, Le Singe, Théâtre national de Strasbourg, Théâtre national de la Colline, Festival d'automne à Paris, 2016
- Les Démons, Le Singe, Odéon-Théâtre de l'Europe, Festival d'automne à Paris, 2018
- Les Tourmentes, Le Singe, MC93 Maison de la Culture de Seine-Saint-Denis, Festival d'automne à Paris, 2018
- Banquet Capital, Le Singe, MC93 Maison de la culture de Seine-Saint-Denis, 2018
- Scènes d’Adolescent d’après Dostoïevski, Estba, Odéon-Théâtre de l'Europe, festival des Écoles du théâtre public, 2019
- Banquet Capital, Le Singe,  Théâtre national de Strasbourg, 2019
- Décaméron-19, d’après Boccace, série sonore diffusée de mars 2020 à juin 2020 sur le site lundi.am[16], pendant le premier confinement, au printemps 2020
- Le Grand Inquisiteur, d'après Dostoïevski, Le Singe, Odéon-Théâtre de l'Europe, Festival d'automne à Paris, Théâtre national de Strasbourg, 2020
- Les Frères Karamazov, d’après Dostoïevski, Le Singe, Odéon-Théâtre de l'Europe, Festival d'automne à Paris, 2021
- L'Esthétique de la résistance, d'après Peter Weiss, Le Singe, Odéon-Théâtre de l'Europe Ateliers Berthier, 2023, Théâtre national de Strasbourg, 2023,Festival d'automne à Paris 2023, MC93 Maison de la Culture de Seine-Saint-Denis, 2023.

## Distinctions

### Nominations
- Nomination pour le Molière de la révélation théâtrale masculine pour Notre terreur, 2010[17]
- Nomination de la compagnie D'ores et déjà pour le Molière du théâtre public pour Notre terreur, 2010[17]
- Nomination de la compagnie D'ores et déjà pour le Molière des compagnies pour Le Père Tralalère, 2010[17]

### Presse
- Anne Diatkine, « Une représentation n’est pas une issue de secours, c’est une porte d’entrée », sur liberation.fr, 1er octobre 2020

### Radio
- Laure Adler, « Habité, Sylvain Creuzevault », sur franceinter.fr, 21 septembre 2018
- Sylvain Creuzevault sur franceculture.fr